# Psicose
Psicose é uma perturbação da mente que causa dificuldades em determinar o que é ou não real. Os sintomas mais comuns são delírios (certeza de que sua ideia é verdadeira, apesar das evidências do contrário) e alucinações (ver, ouvir ou sentir sem um estímulo perceptível por outros). Entre outros possíveis sintomas estão discurso incoerente, comportamento inapropriado para a situação e perder capacidade emocional. Podem também ocorrer perturbações do sono, reclusão social, falta de motivação e dificuldades em desempenhar tarefas do quotidiano.
As psicoses têm várias causas diferentes. Entre as causas mais comuns estão perturbações mentais como a esquizofrenia ou perturbação bipolar, privação do sono, algumas condições médicas, alguns medicamentos e drogas como o álcool ou a cannabis. Um dos tipos, denominado psicose pós-parto, pode ocorrer após o parto. Acredita-se que na causa esteja implicado o neurotransmissor dopamina. A psicose aguda é considerada primária quando resulta de uma condição psiquiátrica e secundária quando é causada por uma condição médica. O diagnóstico de uma perturbação mental requer que sejam excluídas outras potenciais causas. Podem ser realizados exames ao sistema nervoso central para avaliar como potenciais causas doenças, toxinas ou outros problemas de saúde.
O tratamento pode consistir em antipsicóticos, psicoterapia e apoio social. Quanto mais cedo for iniciado o tratamento melhor aparenta ser o prognóstico. A medicação aparenta ter um efeito moderado. O prognóstico depende da causa subjacente. Nos Estados Unidos, cerca de 3% da população desenvolve psicose em algum momento da vida. A condição tem sido descrita desde pelo menos o séc. IV a.C. por Hipócrates e possivelmente teria sido descrita no Egito em 1500 a.C. no Papiro Ebers.

## Características
Sobre as principais características clínicas das psicoses, pode-se afirmar:
- são psicologicamente incompreensíveis (segundo Jaspers);
- apresentam vivências bizarras, como delírios, alucinações, alterações da consciência do eu;
- não existem alterações primárias na esfera cognitiva. Memória e nível de consciência não estão prejudicados, se isto acontece é devido a outras alterações clínicas (delirium), bem como devido a substâncias psicoativas.

## Categorias
Segundo a Classificação Internacional de Doenças, 10a edição, existem seis tipos de transtornos psicóticos:
- (F20) Esquizofrenia
- (F21) Transtorno esquizotípico: personalidade esquizotípica para o DSM-5
- (F22) Transtorno delirante persistente: antigamente chamado de paranoia ou de parafrenia
- (F23) Transtorno psicótico agudo e transitório: também conhecido como episódio psicótico breve
- (F24) Transtorno delirante induzido: também conhecido como Folie à deux
- (F25) Transtorno esquizoafetivo: uma esquizofrenia com períodos de transtorno afetivo, seja transtorno bipolar ou depressão maior.

## Interpretação psicanalítica
Na psicanálise, a psicose corresponde a um funcionamento psíquico que obedece a um princípio de rejeição primordial, que corresponde ao termo alemão Verwerfung. A rejeição primordial consiste na expulsão de idéias ou pensamentos próprios, os quais passam a ser tratados como estranhos ou não acontecidos. Como um efeito dessa rejeição, pode ocorrer a cisão do eu em duas partes, uma que é reconhecida e outra que não é reconhecida como própria. Essa cisão caracteriza a Esquizofrenia. Quando ocorre que os pensamentos não reconhecidos como próprios são localizados em outras pessoas, através da projeção, caracteriza-se a psicose como paranoia.
Apesar de Freud ter introduzido essas noções de cisão e projeção, considera-se que a psicose gerou dificuldades teóricas para Freud, mas não para Lacan. Se o primeiro demonstrou-se hesitante em enquadrá-la teoricamente, concentrando-se na neurose, Lacan, tomando-a constantemente em suas conferências, associou a Verwerfung à foraclusão (ou forclusão) do nome-do-pai.

## Sociedade e cultura

### Filosofia
Michel Foucault, em seu texto A história da Loucura, aponta que a loucura (posteriormente chamada de psicose) poderia ser entendida como uma aberração da conduta em relação aos padrões  em uma certa sociedade. Segundo Foucault, duas dimensões dessa loucura existiriam: a trágica e a crítica. Na trágica, o louco tem uma genialidade. Na crítica, o louco não tem a razão, e deve passar por tratamento médico. Foucault faz uma investigação sobre como a loucura foi tratada pela humanidade baseando-se na antiguidade. Ele acaba concluindo que o homem é uma invenção recente junto com a razão, neste sentido, entender a psicose é também buscar entender quais os padrões dominantes e quais as reações do grupo social à tais condutas estranhas e aos seus agentes.       

### Religião
No Japão em uma área pouco religiosa, aproximadamente de 7 à 11% dos delírios tinham conteúdo religioso, geralmente associado com perseguição e culpa. Já nos Estados Unidos esse índice foi de 25% e 40% sendo comum também em transtorno bipolar. Na Europa a prevalência foi de 21%, sendo de 24% na Inglaterra. Na Índia, dos 31 visitantes de um templo conhecido como tendo poderes curativos sobre doenças mentais, 23 foram identificados com esquizofrenia paranóide e 6 com transtorno delirante. No Brasil os índices estão entre 15% e 33%. Os delírios religiosos costumavam ser mais incapacitantes, mais frequentes, mais graves, mais bizarros e necessitavam de mais medicamentos.
Pacientes que relataram estar curados através de religião tiveram maior frequência de recaída que os outros pacientes. Pacientes que passaram por exorcismo ou feitiçaria retornaram com quatro vezes mais frequência.
Pierre (2001) defende que, para que as crenças ou as experiências religiosas sejam patológicas, elas precisam causar prejuízos significativos a própria pessoa ou a outros. Se o desempenho social ou funcional não for prejudicado, então a crença ou experiência religiosa não é considerada patológica. É possível até que a religião ajude como mecanismo de enfrentamento focalizado na emoção, ou seja, ajudando a lidar com os fatores emocionais de um evento estressante.